# Super 6 - Fito Páez
Super 6 - Fito Páez é um álbum da série de coletâneas da gravadora WEA Super 6.
A edição dedicada ao roqueiro Fito Páez foi lançada no ano de 2003, paralelamente ao lançamento do álbum Naturaleza sangre, e no mesmo ano de lançamento da coletânea da EMI Músicos, poetas y locos.

## Faixas
| N.º | Título                            | Álbum                    | Duração |  |
| 1.  | "El Diablo de tu Corazón"         | Rey Sol                  |         |  |
| 2.  | "Es Solo Una Cuestión De Actitud" | Abre                     |         |  |
| 3.  | "Al Lado Del Camino"              | Abre                     |         |  |
| 4.  | "Mariposa Tecknicolor"            | Circo Beat               |         |  |
| 5.  | "El Amor Después Del Amor"        | El Amor Después Del Amor |         |  |
| 6.  | "Circo Beat"                      | Circo Beat               |         |  |